# Scincus
Scincus Laurenti, 1768 è un genere di sauri della famiglia Scincidae.

## Tassonomia
Il genere comprende le seguenti specie:
- Scincus albifasciatus Boulenger, 1890
- Scincus hemprichii Wiegmann, 1837
- Scincus mitranus Anderson, 1871
- Scincus scincus (Linnaeus, 1758)